# Annie Famose
Annie Famose nació el 16 de junio de 1944 en Jurançon (Francia), es una esquiadora retirada que ganó 2 Medallas Olímpicas (1 de plata y 1 de bronce), 1 Campeonato del Mundo (6 Medallas en total), 1 Copa del Mundo en disciplina de Eslalon y 2 victorias en la Copa del Mundo de Esquí Alpino (con un total de 22 podiums).

## Resultados

### Juegos Olímpicos de Invierno
- 1964 en Innsbruck, Austria
  - Eslalon Gigante: 5.ª
- 1968 en Grenoble, Francia
  - Eslalon Gigante: 2.ª
  - Eslalon: 3.ª
  - Descenso: 5.ª
- 1972 en Sapporo, Japón
  - Descenso: 8.ª

### Campeonatos Mundiales
- 1966 en Portillo, Chile
  - Eslalon: 1.ª
  - Descenso: 2.ª
  - Combinada: 2.ª
  - Eslalon Gigante: 5.ª
- 1968 en Grenoble, Francia
  - Eslalon Gigante: 2.ª
  - Eslalon: 3.ª
  - Combinada: 3.ª
  - Descenso: 5.ª

### Copa del Mundo

#### Clasificación general Copa del Mundo
- 1966-1967: 3.ª
- 1967-1968: 6.ª
- 1968-1969: 6.ª
- 1969-1970: 10.ª
- 1970-1971: 15.ª
- 1971-1972: 31.ª

#### Clasificación por disciplinas (Top-10)
- 1966-1967:
  - Eslalon: 1.ª
  - Eslalon Gigante: 3.ª
  - Descenso: 5.ª
- 1967-1968:
  - Descenso: 5.ª
  - Eslalon Gigante: 7.ª
  - Eslalon: 8.ª
- 1968-1969:
  - Descenso: 4.ª
  - Eslalon: 4.ª
- 1969-1970:
  - Descenso: 2.ª
- 1970-1971:
  - Descenso: 7.ª

#### Victorias en la Copa del Mundo (2)

##### Eslalon (2)
| Fecha               | Lugar       |
| ------------------- | ----------- |
| 10 de enero de 1967 | Grindelwald |
| 26 de enero de 1967 | St. Gervais |